# 미타니 코키
미타니 코키(일본어: 三谷 幸喜, 1961년 7월 8일 ~ )는 일본의 극작가이자 각본가, 연출가, 배우, 영화 감독이다. 도쿄도 세타가야구 출신으로, 세타 학원 고등학교를 거쳐, 니혼 대학 예술학부 연극학과를 졸업했다.

## 감독·각본 작품 목록

### 텔레비전 드라마
- 1986년 후지 TV 《초소녀 하루히 원더 사랑》
- 1988년~1990년 후지 TV 《역시 고양이가 좋아》 제1시즌
- 1989년 후지 TV 《도쿄 스토리 "대재앙의 도시 도쿄"》
- 1990년 후지 TV 《아이, 갖고 싶어》
- 1990년~1991년 후지 TV 《역시 고양이가 좋아》 제2시즌
- 1991년 후지 TV 《기묘한 이야기 "아들 돌아가다"》
- 1991년 후지 TV 《천국에서 북쪽으로 3 km》
- 1992년 후지 TV 《너희들이 있어 내가 있다》
- 1992년 후지 TV 《너희들이 있어 내가 있다 2》
- 1993년 후지 TV 《뒤돌아 보면 녀석이 있다》
- 1993년 후지 TV 《비토 타케시의 만드는 방법 "대가족주의 /호리키리 가(家) 사람들》
- 1994년 후지 TV 《후루하타 닌자부로 시즌 1》
- 1995년 후지 TV 《임금님의 레스토랑》
- 1996년 후지 TV 《후루하타 닌자부로 시즌 2》
- 1996년 후지 TV 《이마이즈미 신타로》
- 1996년 후지 TV 《후루하타 닌자부로 스페셜》
- 1997년 후지 TV 《총리라고 부르지마》
- 1998년 후지 TV 《오늘 밤, 우주의 한 구석에서》
- 1999년 후지 TV 《후루하타 닌자부로 VS SMAP》
- 1999년 후지 TV 《후루하타 닌자부로 쿠로이와 박사의 공포》
- 1999년 후지 TV 《후루하타 닌자부로 시즌 3》
- 2000년 후지 TV 《암호는 용기》
- 2002년~2003년 후지 TV 《HR》
- 2003년 NHK 《강, 언젠가 바다에》 제2시즌, 4시즌
- 2004년 NHK 대하드라마 《신센구미!》
- 2004년 후지 TV 《후루하타 닌자부로 모든 각하의 소행》
- 2006년 NHK 《신센구미! 히지카타 토시조 최후의 하루》
- 2006년 후지 TV 《후루하타 닌자부로 FINAL》
- 2008년 후지 TV 《후루하타 중학생~후루하타 닌자부로, 생애 최초의 사건》
- 2010년 후지 TV 개국 50주년 기념 스페셜 드라마 《우리 집의 역사》
- 2011년 WOWOW 《short cut》
- 2011년 후지 TV 《멋진 악몽~완전 무결의 컨시어지》
- 2016년 NHK 대하드라마 《사나다마루》

### 영화
- 1997년 《웰컴 미스터 맥도날드》(토호) - 원작, 각본, 감독
- 2001년 《모두의 집》(토호) - 각본, 감독
- 2006년 《더 우쵸우텐 호텔》(토호) - 각본, 감독
- 2008년 《더 매직 아워》(토호) - 각본, 감독
- 2011년 《멋진 악몽》(토호) - 각본, 감독
- 2013년 《키요스 회의》(토호) - 원작, 각본, 감독
- 2015 《갤럭시 가도》- 각본, 감독
- 2019 《기억에 없습니다》- 각본, 감독

그 외 참여 작품
- 1991년 영화 《12명의 상냥한 일본인》(아르고 픽처스) - 원작, 각본
- 1997년 영화 《마루타이의 여자》(토호) - 기획
- 2000년 영화 《기묘한 이야기 영화 특별편》(토호) - 스토리셀러
- 2002년 영화 《료마의 아내와 그 남편과 애인》(토호) - 원작, 각본
- 2004년 영화 《웃음의 대학》(토호) - 원작, 각본

### 연극(무대)
- 1990년, 2005년 《12명의 상냥한 일본인》
- 1991년 《쇼 마스트 고 온》
- 1992년, 2011년 《Vamp Show》
- 1992년 《임시 방편의 남자들》
- 1993년 《다아! 다아! 다아!》
- 1994년 《음악극 사자에상》
- 1994년 《출구없음!》
- 1995년 《너와 함께라면》
- 1995년 《이멜다》
- 1995년 《음악극 사자에상》
- 1996년 《간류지마》
- 1996년 《웃음의 대학》
- 1997년 《바이 내 스스로》
- 1999년 《온수 부부》
- 1999년 《마트》
- 2000년, 2003년 《오케삐!》
- 2000년 《료마의 아내와 그 남편과 애인》
- 2001년 《배드 뉴스☆굿 타이밍》
- 2002년 《You Are The Top / 오늘 밤 그대》
- 2004년 《나니와 버터 플라이》
- 2006년 《결투! 다카다》
- 2006년 《엑스트라》
- 2007년 《사장 방랑기》
- 2009년 《returns》
- 2009년 《TALK LIKE SINGING》
- 2010년, 2012년 《나니 나비 NV》
- 2011년 《국민의 영화》
- 2011년 《벳지·빠돈》
- 2011년 《90 미닛》
- 2012년 《벚꽃 동산》
- 2013년 《호로비츠와의 대화》 - 공연 예정
- 2013년 《나의 나폴레옹》 - 공연 예정
- 2015년 ~ 2016년 《오케피》 - 공연 중
- 2017년 《아이의 사정》

## 출연작품

### TV프로그램

#### 드라마
- 2006년 NHK 대하드라마 《공명의 갈림길》 - 아시카가 요시아키 역
- 2013년 후지TV 《여자 노부나가》 - 이마가와 요시모토 역

## 수상 내역
- 1991년 제46회 마이니치 영화 콩쿠르 : 각본상
- 1991년 제27회 키노쿠니야 연극상 : 단체상
- 1997년 제71회 키네마 준보 베스트 텐 : 각본상
- 1997년 제21회 일본 아카데미상 : 최우수 각본상
- 1997년 제52회 마이니치 영화 콩쿠르 : 각본상
- 1999년 제3회 츠루야 미나미키타 희곡상
- 2000년 제45회 키시다 쿠니오 희곡상
- 2004년 제1회 희극인 대상 : 대상
- 2007년 제1회 니치게이상(니혼대학 예술학부 공로상)
- 2007년 제7회 무대 예술상 : 아키모토 마츠상
- 2007년 제58회 예술선장
- 2009년 GQ Men of the Year 2009
- 2011년 제46회 키노쿠니야 연극상 : 개인상
- 2011년 제37회 키쿠다 카즈오 연극상 : 대상
- 2012년 제33회 마츠오 예능상 : 대상